# Rapidus
Rapidus（日语：Rapidus株式会社、日语： rapidasu */?）是一家总部位于日本东京都千代田区的半导体制造商。Rapidus于2022年8月在八家日本大公司的支持下成立，这八家公司包括：电装、铠侠、三菱日联银行、日本电气、日本电信电话、软银、索尼和丰田汽车。Rapidus的目标是到2027年提高2纳米制程半导体的产能。

## 背景历史
20世纪80年代，日本的半导体产业竞争激烈，全球市场份额达到了50%。然而，为解决贸易摩擦，以及韩国和台湾的崛起，1986年日美半导体协定逐渐降低了日本的竞争力。1999年，尔必达成立，通过整合日立和日本电气的动态随机存取存储器（DRAM）业务，逐渐掌握了半导体存储器领域的市场份额，并接管了三菱电机的业务。在某个时期，Elpida在该领域获得了全球第三大市场份额。然而，由于雷曼兄弟迷你債券事件和随后的日元升值衰退，2009年管理状况恶化，尽管政府提供了资金支持，但公司于2012年破产。2013年，尔必达被美光科技收购，并于次年改名为美光内存日本（Micron Memory Japan）。由于包括台积电、三星电子和英特尔在内的公司的国际竞争，截至2019年，日本公司在整个半导体行业的市场份额已降至10%。
2022年5月，美国总统乔·拜登和日本首相岸田文雄在东京会面，讨论了包括半导体、核电、太空探索、电动汽车电池、关键矿物质和供应链在内的重要技术的增强合作。6月7日，第二次岸田内阁的基本政策宣布考虑支持开发下一代先进技术的私营公司，并在2022年后半期建立下一代半导体的设计和制造基础设施。2022年7月29日，美国国务卿安东尼·布林肯、美国商务部长吉娜·莱蒙多、日本外务大臣林芳正和日本贸易大臣萩生田光一举行了高层会谈，讨论半导体发展的合作。此外，岸田文雄首相在2022年10月3日的国会第210次会议上的政策演讲包括通过鼓励公共和私人投资来推动數位转型（DX），并宣布将通过日美合作促进下一代半导体的技术发展和大规模生产。经济产业省（METI）决定设立先进半导体技术中心（LSTC）作为一个组织，在日美双方基于5月半导体合作的基本原则达成的协议的基础上进行下一代半导体研究。LSTC和Rapidus合作，在日本建立下一代半导体的设计和制造平台。

## 公司历史

### 2022年
2022年8月10日，由八家日本公司共同投资73亿日元成立了Rapidus，旨在国内生产先进的半导体芯片，预计在未来10年内将进一步投资360亿美元。Rapidus由曾领导东京电子的東哲郎和曾领导西部数据日本子公司的小池淳義共同领导。同年，经济产业省和新能源和产业技术开发机构公开征集与加强5G后通信系统基础有关的先进半导体开发委托项目，结果政府为Rapidus提供了700亿日元的补贴。
2022年12月6日，校际微电子中心宣布已与Rapidus签署了合作备忘录，双方将在先进半导体技术上建立长期和可持续的合作关系，而Rapidus计划在2020年后半期在日本大规模生产2纳米技术的芯片。
2022年12月13日，IBM和Rapidus宣布开发了2纳米节点技术，IBM于2021年先前宣布的纳米片栅环绕场效应晶体管（GAA FET）器件的生产将由Rapidus在其日本晶圆厂完成。Rapidus旨在生产的2纳米半导体芯片预计将比2022年市场上的7纳米芯片性能提高多达45％，能耗降低75％ 。

### 2023年
2023年1月，Rapidus和IBM的代表参加了日本贸易大臣萩生田的继任者西村康稔和美国商务部长莱蒙多之间的会议。
2023年2月，Rapidus宣布选定位于北海道千岁市新千岁机场附近的场地作为其计划中工厂的所在地。Rapidus还于2023年4月加入IMEC的“核心合作伙伴计划”，加强了与后者的合作伙伴关系。